# لنز پاناسونیک لومیکس ۴۵میلی‌متر
لنز پاناسونیک لومیکس ۴۵میلی‌متر (به انگلیسی: Panasonic Lumix 45mm lens) نام لنز دوربین عکاسی از نوع لنز ماکرو ثابت است که توسط شرکت پاناسونیک تولید می‌شود. فاصلهٔ کانونی این لنز ۴۵ میلی‌متر و ضریب اف آن اف ۲٫۸ تا اف است. این لنز در ۲۰۰۹ میلادی تولید و عرضه شده‌است.